# Kostenobject
Aan kostenobjecten worden kosten toegewezen via kostprijsberekening of cost accounting. Kostenobjecten zijn de dragers van de directe kosten. De voortgebrachte producten of diensten, maar ook productgroepen, hele afdelingen, klanten en distributiekanalen kunnen kostenobjecten zijn.